# Sint-Vituskerk (Tietjerk)
De Sint-Vituskerk is een kerkgebouw in Tietjerk in de Nederlandse provincie Friesland. De kerk is een rijksmonument.

## Beschrijving
De zaalkerk werd tussen 1720 en 1726 gebouwd ter vervanging van een kerk die gewijd was aan Sint-Vitus. Op een gevelsteen bij de ingang van de kerk wordt het jaar 1716 vermeld. In 1892 werd de kerk uitgebreid naar een ontwerp in de stijl van de neorenaissance van de hand van de Friese architect W.C. de Groot. Daarbij werd de kerk door toevoeging van een transept verbouwd tot kruiskerk. Op 20 juli 1892 werd namens de kerkvoogden de eerste steen voor de nieuwe vijfzijdige apsis gelegd. In 1905 werd de toren vervangen, eveneens naar een ontwerp van De Groot. Ter gelegenheid daarvan werd een gevelsteen geplaatst met de volgende tekst: Den 28 September 1905 is de eerste steen van deze nieuwen toren gelegd door: J.G. Dillema, F.H. v.d. Veen, S.A. Visser, Kerkvoogden.
In de kerktoren hangt een klok (1608) van Gregorius Hall. Het orgel uit 1887 is gemaakt door Bakker & Timmenga. 

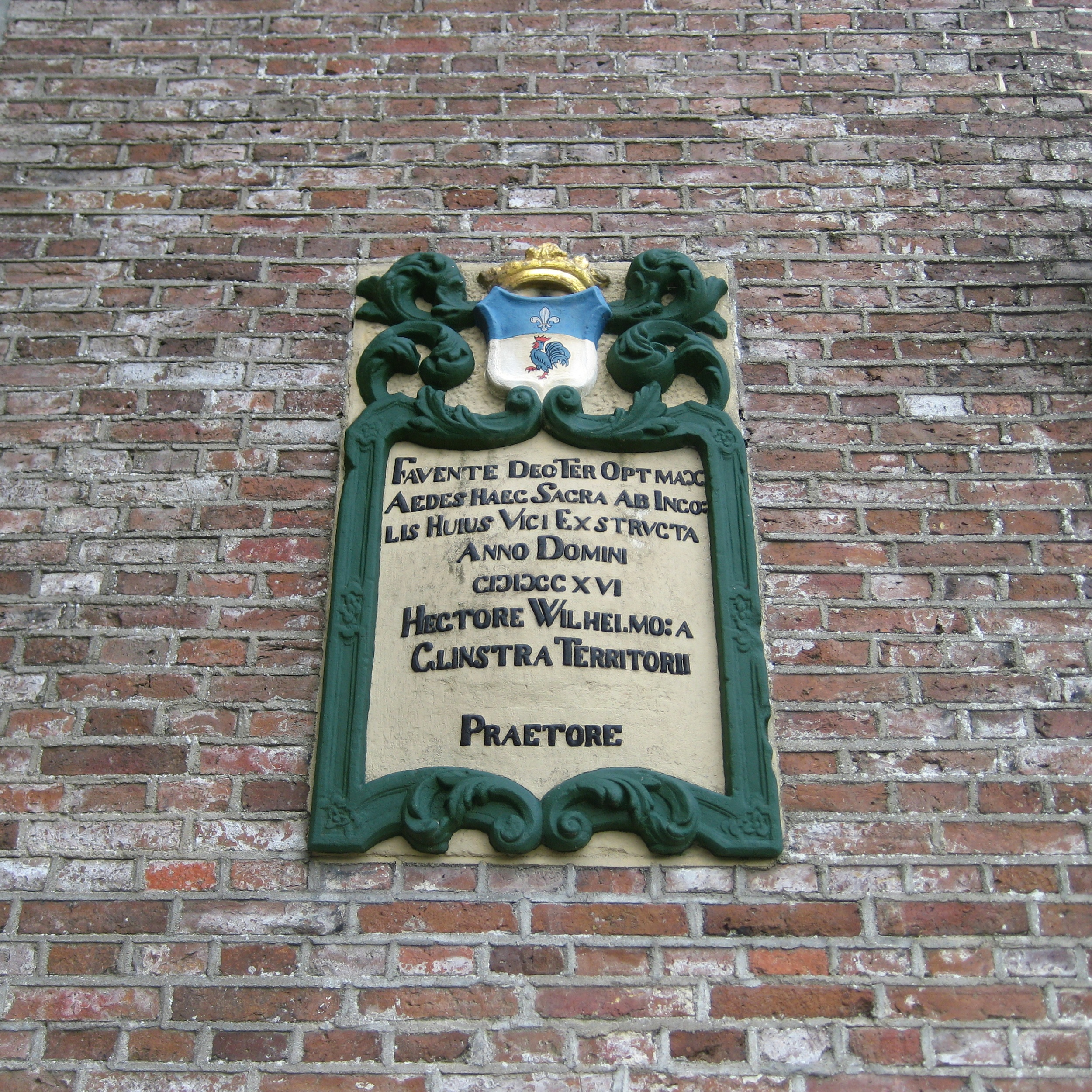
De gevelsteen bij de ingang van de kerk in 2014. De tekst op de steen luidt: Favente Deo Ter Opt max / Aedes Haec Sacra Ab Inco: / lis Huius Vici Exstructa / Anno Domini / CDDCCXVI / Hectore Wilhelmo:a / Glinstra Territorii / Praetore
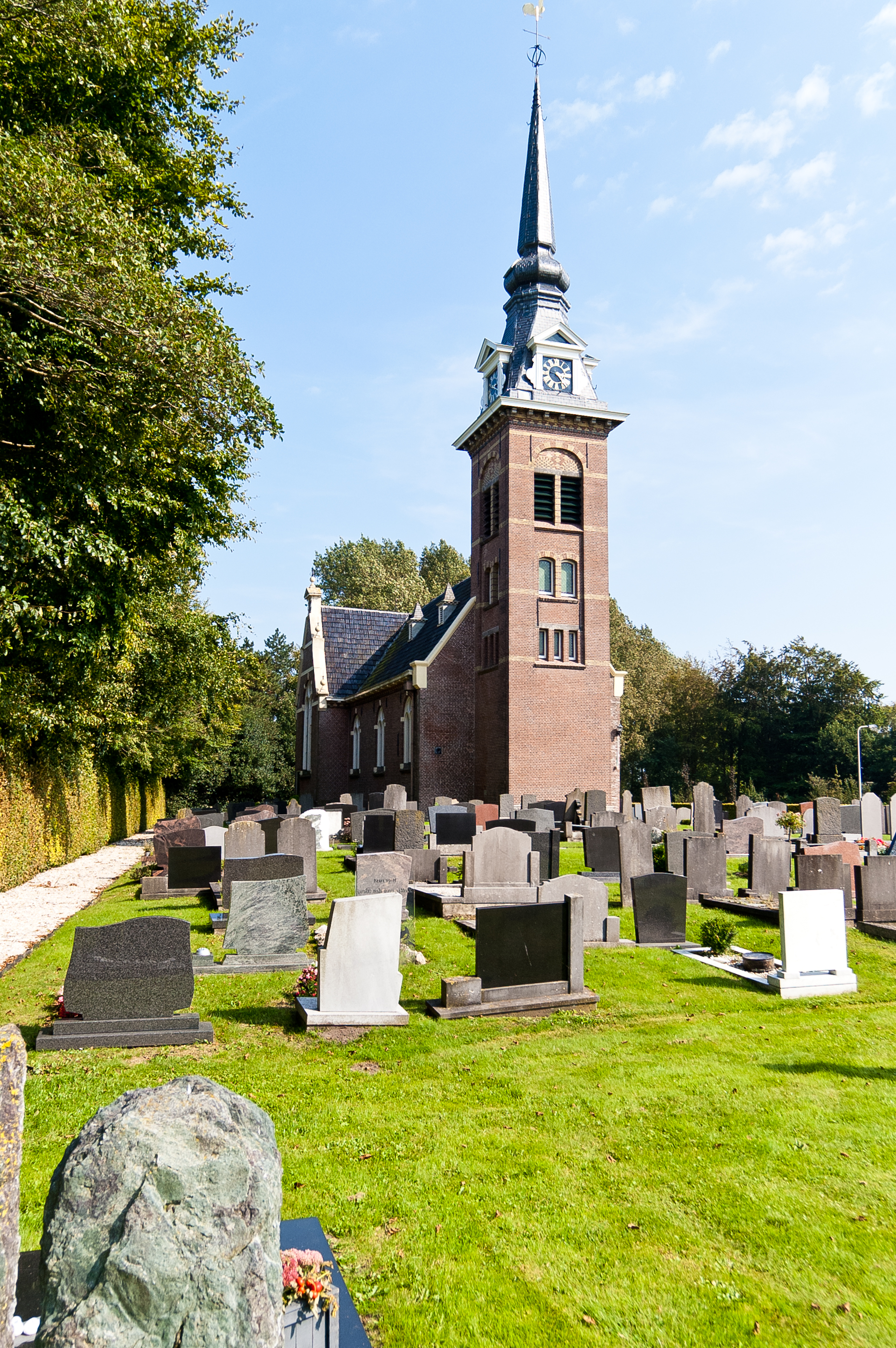
De kerk in 2011
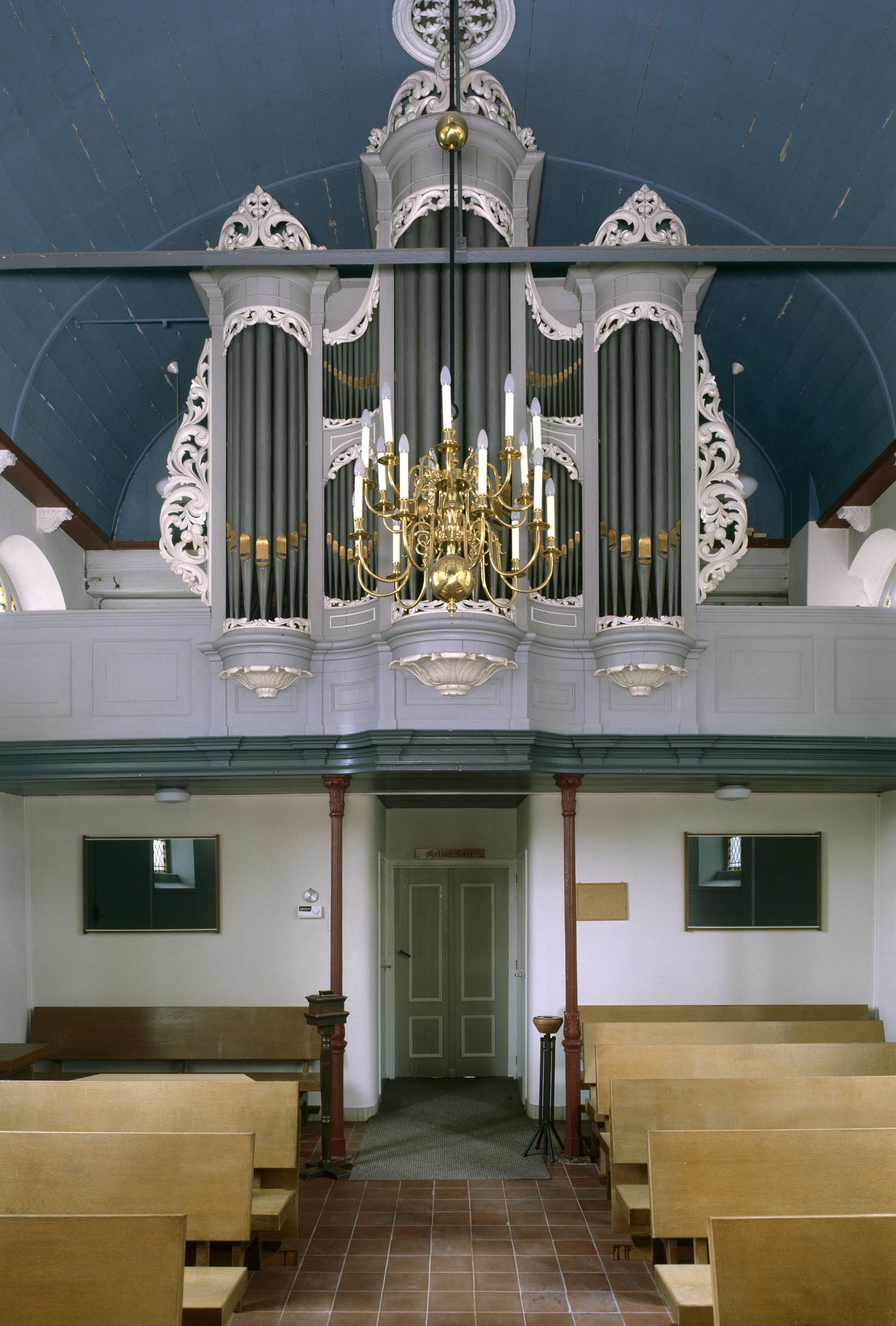
Interieur met orgel (2007)